# Ludwig Purtscheller
Ludwig Purtscheller, né le 6 octobre 1849 à Innsbruck et mort le 3 mars 1900 à Berne, est un alpiniste et professeur autrichien qui a profondément marqué l'histoire de l'alpinisme sans guide.

## Biographie

### Carrière d'alpiniste

#### Dans les Alpes
Venu tard à la montagne, en 1872, Purtscheller est à la base un solide athlète, professeur de gymnastique d'abord à Klagenfurt puis à Salzbourg. Avant de se lancer dans des ascensions difficiles, il passe de nombreuses années à explorer les hautes vallées et les sommets faciles, dans un premier temps dans les Alpes orientales, comme l'ascension du Zwieselbacher Rosskogel (3 081 m) le 23 août 1881 avec Franz Schnaiter, de l'Acherkogel (3 007 m) le 24 août 1881, du Scheiblehnkogel en 1882 et du Gleirscher Fernerkogel avec Hans Schöller le 1er septembre 1883, puis dans les Alpes occidentales à partir de 1883. Avec les frères Emil et Otto Zsigmondy, il gravit sans guide plusieurs sommets dont la Cima Piccola di Lavaredo, l'Ortles, la face orientale du mont Rose et la face sud du Bietschhorn, traverse le Cervin avant de réussir en 1885 la première traversée entière de La Meije (Dauphiné). Avec Johann Punz de Ramsau il réalise le 12 juin 1885 la seconde traversée de la face orientale du Watzmann. L'année suivante, la cordée Purtscheller-Zsigmondy s'adjuge la première traversée de la Marmolada. En juillet 1887, Purtscheller, accompagné de Heinrich Heß, mène une randonnée dans les Alpes de l'Ötztal depuis le Wildspitze jusqu'au Hinterer Ölgrubenspitze ; le 29 juillet ils escaladent la Sexegertenspitze.
Le 17 juin 1890, il réalise la première ascension, seul, d'un sommet du massif du Mont-Blanc auquel on donnera son nom, l'aiguille Purtscheller (3 478 m). Cette aiguille se situe entre le col du Tour et l'aiguille du Tour, dont elle est séparée par le col Purtscheller (3 383 m).
Son palmarès comporte de nombreuses premières ascensions sans guide, et à son époque, il passait pour un des meilleurs connaisseurs des Alpes, où il a gravi plus de 1 700 sommets dont une quarantaine de « 4 000 ».

#### Expéditions
Le 6 octobre 1889, lors de leur seconde tentative, Purtscheller et Hans Meyer atteignent le sommet du Kilimandjaro. En 1891, il réalise une expédition dans le Caucase avec Gottfried Merzbacher et les guides Kerer et Unterweser (Elbrouz).

#### L'accident
Purtscheller est mort des suites d'une chute dans une crevasse du glacier de la Charpoua au retour de l'ascension de l'aiguille du Dru (massif du Mont-Blanc).

### Vie privée
Purtscheller était depuis 1895 marié avec Hedwig von Helmreichen, qui est décédée en 1941 à Salzbourg. Ils ont eu une fille.

## Écrits
- (de) Über Fels und Firn, Munich, 1901
- (de) Über Fels und Firn, Bd. 1: Ostalpen, Alpine Klassiker Bd. 7, hrsg. vom DAV, Bruckmann, München, 1987  (ISBN 3-7654-2149-9)
- (de) Über Fels und Firn, Bd. 2: Westalpen und außereuropäische Fahrten, Alpine Klassiker Bd. 8, hrsg. vom DAV, Bruckmann, München, 1987  (ISBN 3-7654-2150-2)